# Piotr Ludwik de la Rochefoucauld

Herb biskupa Saintes Piotra Ludwika de la Rochefoucauld

Piotr Ludwik de la Rochefoucauld, (fra.) Pierre-Louis de la Rochefoucauld (ur. 12 października 1744 Vivier, zm. 2 września 1792 w Paryżu) – błogosławiony Kościoła katolickiego, męczennik, ofiara antykatolickich prześladowań w okresie francuskiej rewolucji.
Urodził się w zamku położonym w miejscowości Vivier. Podjął naukę u suplicjanów, a po studiach w Nawarze w 1781 roku otrzymał sakrę Saintes. W swojej działalności wspierał działania wychowawcze w środowiskach młodzieżowych, a także zwalczał jansenizm. 24 marca 1789 wybrany został do Stanów Generalnych, gdzie  występował przeciwko cywilnej konstytucji kleru. Aresztowany został 13 sierpnia i zamordowany razem ze swoim bratem Franciszkiem Józefem de la Rochefoucauld w klasztorze karmelitów 2 września 1792 roku.
Był obok brata i Jana Marii du Lau jednym z trzech biskupów, wśród z ofiar tak zwanych masakr wrześniowych, w których zginęło 300 duchownych, ofiar nienawiści do wiary (łac) odium fidei.
Dzienna rocznica śmierci jest dniem kiedy wspominany jest w Kościele katolickim.
Piotr Ludwik de la Rochefoucauld znalazł się w grupie 191 męczenników z Paryża beatyfikowanych przez papieża Piusa XI 17 października 1926.